# Din trecut
Out of the Past (lansat în Marea Britanie ca Build My Gallows High) este un film noir din 1947 regizat de Jacques Tourneur. În rolurile principale interpretează actorii Robert Mitchum, Jane Greer și Kirk Douglas. Filmul este o adaptare a lui Daniel Mainwaring (sub pseudonimul Geoffrey Homes), cu o revizuire nemenționată a lui Frank Fenton și James M. Cain, pe baza romanului său Build My Gallows High (scris tot sub pseudonimul Geoffrey Homes). 

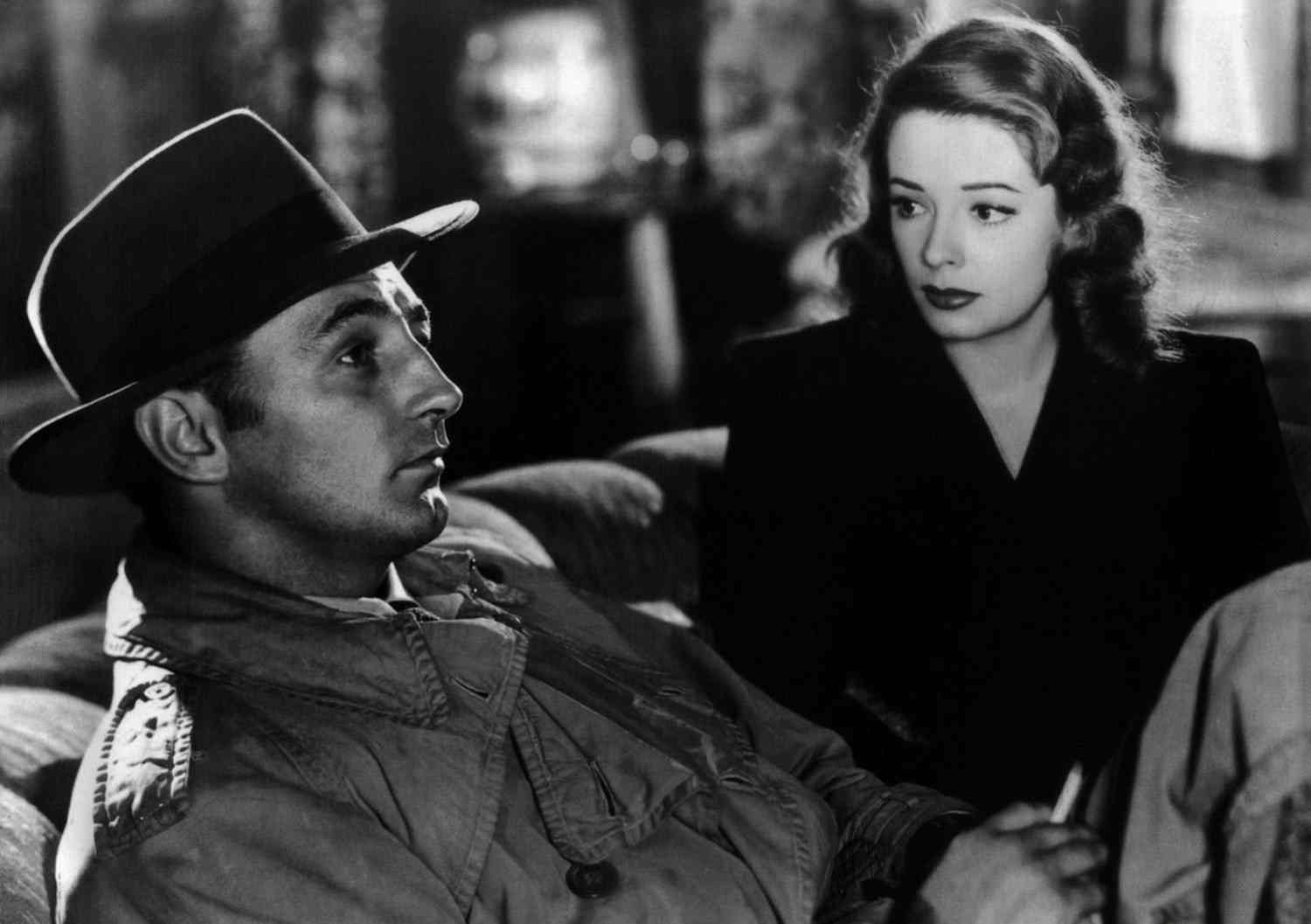
Robert Mitchum ca Jeff Bailey și Jane Greer ca Kathie Moffat

## Prezentare
Jeff Bailey (Robert Mitchum), un benzinar dintr-un mic oraș, este ajuns din urmă de trecutul său misterios atunci când trebuie să se întâlnească cu cartoforul Whit Sterling (Kirk Douglas). În drum spre întâlnire, el îi spune prietenei sale, Ann (Virginia Huston), povestea sa. Cu ceva timp în urmă, Jeff a fost un detectiv particular angajat de Sterling pentru a-i găsi amanta, pe Kathie (Jane Greer), care l-a înșelat pe Whit și a dispărut cu 40.000 de dolari. El a urmărit-o în Acapulco... unde focoasa Kathie îl face pe Jeff să uite totul despre Sterling... Înapoi în prezent, noua sarcină a lui Whit pentru Jeff este în mod clar o capcană, dar măsurile de precauție luate de Jeff nu fac decât să fie și mai implicat ...

## Distribuție
- Robert Mitchum ca Jeff Bailey
- Jane Greer ca Kathie Moffat
- Kirk Douglas ca Whit Sterling
- Rhonda Fleming ca Meta Carson
- Richard Webb ca Jim
- Steve Brodie ca Jack Fisher
- Virginia Huston ca Ann Miller
- Paul Valentine ca Joe Stephanos
- Dickie Moore ca The Kid
- Ken Niles ca Leonard Eels

## Primire
Out of the Past este recunoscut ca fiind unul dintre cele mai reprezentative filme noir. În 1991, filmul a fost inclus în Registrul Național de Film de către Biblioteca Congresului.

### ListeleInstitutului American de Film
- AFI's 100 Years...100 Movies - Nominalizat[8]
- AFI's 100 Years...100 Thrills - Nominalizat[9]
- AFI's 100 Years...100 Passions - Nominalizat[10]
- AFI's 100 Years...100 Heroes and Villains:
  - Whit Sterling - Răufăcător Nominalizat[11]
- AFI's 100 Years...100 Movie Quotes:
  - "You know, maybe I was wrong and luck is like love. You have to go all the way to find it." - Nominalizare[12]
  - KATHIE MOFFAT: "I think we deserve a break." JEFF BAILEY: "We deserve each other."[12]
- AFI's 100 Years...100 Movies (10th Anniversary Edition) - Nominalizat[13]

## Vezi și
- Listă de filme noir din anii 1940